# مستشفى نيروبي للنساء
مستشفى نيروبي للنساء هو مستشفى ربحي تأسس عام 2001 على يد الدكتور سام ثينيا يقع في نيروبي، كينيا، يضم 726 سريرًا. كان الأول من نوعه في منطقة شرق ووسط أفريقيا، رغم تخصصه في خدمات أمراض النساء والتوليد، إلا أن المستشفى مجهز ومزود بالكوادر اللازمة للتعامل مع جميع الحالات الطبية والجراحية العامة.
أنشىء المستشفى "مركز التعافي من العنف القائم على النوع الاجتماعي" وهو صندوق خيري لتوفير العلاج الطبي والنفسي والاجتماعي لضحايا الاغتصاب والعنف المنزلي غير القادرين على تحمل تكاليف العلاج. كما أُنشئت مراكز التعافي في جميع أنحاء كينيا، وغالبًا ما تكون العلاج الوحيد المتاح لضحايا العنف القائم على النوع الاجتماعي.
شاركت صناديق الاستثمار الخاصة بشكل كبير في إدارته. في عام 2016، اشترت مجموعة أبراج حصة 75% من المستشفى. في عام 2016، ادعى الدكتور ثينيا أن طلبات السياسيين الساعين إلى إطلاق سراح المرضى أو جثثهم المحتجزة في المستشفى لعدم سداد مستحقاتهم كانت أكبر مشاكله، قائلاً: "مشكلتي الكبرى، وأعتقد أن هذا في المجال العام، هي مطالبة السياسيين بالإفراج عن المرضى الذين لم يدفعوا فواتيرهم أو الإفراج عن جثة شخص لديه فواتير." بعد انهيار مجموعة أبراج في عام 2018، استحوذت شركة تي بي جي الأمريكية على حصتها. في عامي 2017 و2019، كان احتجاز المرضى والجثث في المستشفى بسبب الفواتير غير المدفوعة موضوعًا لفضحيات تلفزيونية كينية.
كما أشار تقرير لمنظمة أوكسفام صدر عام 2023 إلى العديد من انتهاكات حقوق الإنسان في المستشفى، بما في ذلك احتجاز المرضى بالقوة وحجب جثث المتوفين عن عائلاتهم لعدم دفع الرسوم الطبية. مع ذلك، أشار التقرير إلى أنه لم يتم إثارة مثل هذه المخاوف فيما يتعلق بمراكز رعاية المرضى العامة في المستشفى. في أعقاب التقرير، أثيرت أيضًا مزاعم بالابتزاز في وسائل الإعلام المحلية، وهو ما نفاه المستشفى.
في عام 2023، باعت الشركة المستشفى مرة أخرى إلى الدكتور ثينيا.

## القضايا القانونية
كان لدى المستشفى عدد من القضايا القانونية المتعلقة باحتجاز المرضى بسبب الفواتير غير المدفوعة منذ عام 2014. في عام 2016، أمرت المحكمة العليا في كينيا المستشفى بدفع مبلغ 9600 دولار أمريكي لامرأة احتجزتها لمدة ثلاثة أشهر بسبب فواتير غير مدفوعة، وفي عام 2018، أمرت المحكمة بالإفراج عن ضحية حادث سيارة تم احتجازه بسبب فواتير غير مدفوعة، وفي عام 2021، أمرت المحكمة بالإفراج عن امرأة احتجزتها لمدة خمسة أشهر.